# جورج حونيمان
جورج حونيمان (بالإنجليزية: George Honeyman)‏ (8 سبتمبر 1994 في المملكة المتحدة - ) هو لاعب كرة قدم بريطاني في مركز الوسط. لعب مع نادي سندرلاند ونادي غيتزهد.

## وصلات خارجية
- جورج حونيمان على موقع قاعدة بيانات كرة القدم.إي يو (الإنجليزية)
- جورج حونيمان على موقع Soccerbase.com (لاعب) (الإنجليزية)
- جورج حونيمان على موقع Soccerway.com (الإنجليزية)
- جورج حونيمان على موقع عالم كرة القدم.نت (الإنجليزية)
- جورج حونيمان على موقع AS.com (الإسبانية)